# Malaitakauz
Der Malaitakauz (Athene malaitae, Syn. Ninox malaitae) ist eine wenig erforschte Eulenart aus der Gattung der Steinkäuze (Athene). Er wird häufig als Unterart des Salomonenkauzes (Athene jacquinoti) angesehen. Das Handbook of the Birds of the World unterstützt jedoch seit 2014 die Anerkennung als eigenständige Art. Er ist auf der Salomoneninsel Malaita endemisch.

## Merkmale
Der Malaitakauz erreicht eine Größe von 22 cm. Bei den beiden Typusexemplaren (ein adultes Männchen und ein noch nicht ausgewachsenes Weibchen) beträgt die Flügellänge 164 beziehungsweise 165 mm und die Schwanzlänge 84 beziehungsweise 93 mm. Das untersuchte Weibchen hatte ein Gewicht von 174 g. Die Art ist etwas größer und viel dunkler als der Makirakauz (Ninox roseoaxillaris) mit einem überwiegend rötlichbraunen Gefieder. Die Augenbrauen und die Kehle sind weiß. Die Oberseite ist dunkelbraun mit rötlich-gelbbraunen Flecken und Binden. Die Unterseite ist dunkelbraun mit einer feinen weißen Bänderung. Die Iris ist dunkelbraun bis schwärzlich. Die Füße sind schmutzig gelblichbraun. Das Gefieder der juvenilen Vögel ist unbeschrieben.

## Lautäußerungen
Der Ruf ist unbeschrieben. Er ist jedoch möglicherweise tiefer als beim Salomonenkauz.

## Lebensraum und Lebensweise
Über Lebensraum und Lebensweise ist fast nichts bekannt. Die einzigen bekannten Proben wurden im April 1930 während der Whitney South Sea Expedition in einem bewaldeten Lebensraum in Höhenlagen zwischen 900 und 1200 m gesammelt.

## Status
Die IUCN klassifiziert den Malaitakauz in der Kategorie „gefährdet“ (vulnerable). Er wird als selten beschrieben mit einem Bestand von 2.500 bis 10.000 Altvögeln, jedoch mit einer abnehmenden Populationstendenz. Die Art könnte durch die schwindenden Tieflandwälder auf Malaita bedroht sein. Forschungsarbeit hinsichtlich der Bestandsgröße, der Lebensweise und der Toleranz gegenüber Lebensraumveränderungen ist nötig.